# Галленкамп, Курт
Курт Галленкамп (нем. Curt Gallenkamp; 17 февраля 1890 — 13 апреля 1958) — германский военачальник, генерал артиллерии (1942), участник Первой и Второй мировых войн. Кавалер Рыцарского креста Железного креста (1941).

## Биография
Поступил на службу в прусскую армию общегерманских войск в 1909 году кадетом. С 1910 года — лейтенант. Участвовал в Первой мировой войне, осенью 1914 года был ранен. 25 февраля 1915 года получил звание обер-лейтенанта, с осени 1916 года — офицер Генштаба. 18 декабря 1917 года произведен в капитаны. Заслужил Железный крест обоих классов. 
После поражения — в рейхсвере. С 1929 года — майор, с 1932 года — подполковник, с 1934 года — полковник. 1 мая 1937 года назначен командиром 16-го артиллерийского командования (Арко 16). С 1 марта 1938 года — генерал-майор, 1 апреля 1938 года назначен начальником штаба III армейского корпуса. В сентябре 1939 года вместе с III армейским корпусом участвовал в Польской кампании. 
В конце сентября 1939 года назначен командиром 78-й пехотной дивизии, 1 апреля 1940 года получил звание генерал-лейтенанта. Летом 1940 года командовал своей дивизией во Французской кампании. 
Продолжал командовать 78-й дивизией в войне против СССР, в составе XIII армейского корпуса 4-й армии группы армий «Центр» участвовал в Белостокско-Минском сражении, затем в составе VII армейского корпуса — в штурме Могилёва и в наступлении на Рославль. В конце сентября 1941 года оставил командование и переведен в резерв фюрера. 19 ноября 1941 года за заслуги на посту командира дивизии награждён Рыцарским крестом Железного креста. 
1 апреля 1942 года получил звание генерала артиллерии. 10 апреля 1942 года назначен командующим XXXI Высшего командования (27 мая 1942 года переименован в LXXX армейский корпус), исполнял оккупационные функции во Франции. В начале августа 1944 года оставил командование и вновь переведен в резерв фюрера. В апреле 1945 года взят в плен британской армией.
С 25 марта 1947 года по 1 апреля 1947 года его вместе с тремя другими обвиняемыми судили в британском военном суде за то, что 7 июля 1944 года его подчинённые расстреляли более 30 британских коммандос в форме и американского летчика, захваченных во время антипартизанской акции в Фор-де-Верьер (департамент Вьенна). В это время действовал приказ, который предписывал расстреливать всех пленных коммандос. Генерал Галленкамп был приговорён к смертной казни через повешение, но затем приговор был заменен пожизненным заключением. Досрочно освобождён в конце 1952 года. 
Его зятем был генерал от инфантерии Курт фон Типпельскирх.